# Mladoňovice (Chrudimi járás)
Mladoňovice település Csehországban, a Chrudimi járásban. Mladoňovice Stolany, Rabštejnská Lhota, Bojanov, Morašice és Liboměřice településekkel határos. Lakosainak száma 336 fő (2024. január 1.).

## Népesség
A település lakosságának változását az alábbi diagram mutatja:
| Lakosok száma | 641  | 589  | 558  | 421  | 395  | 350  | 343  | 351  | 343  | 336  |
|               | 1869 | 1890 | 1921 | 1950 | 1980 | 2001 | 2017 | 2019 | 2022 | 2024 |